# Caio Terêncio Túlio Gêmino
Caio Terêncio Túlio Gêmino (em latim: Gaius Terentius Tullius Geminus) foi um senador romano nomeado cônsul sufecto para o nundínio de setembro a dezembro de 47 com Marco Júnio Silano. No último ano de seu reinado (54), Cláudio o enviou como legado imperial da Mésia. Depois da morte do imperador, aliou-se a Nero e, em 62, acusou a pedido dele Aulo Dídio Galo Fabrício Vejento, que acabou banido. Seu destino é desconhecido.